# Dieter Speer
Dieter Speer (* 24. Februar 1942 in Liegnitz) ist ein ehemaliger deutscher Biathlet.

## Werdegang
Speer wuchs in Sangerhausen auf. Seine sportliche Laufbahn begann er als Wasserballspieler. Anschließend wechselte er zur Leichtathletik und wurde Jugendmeister in der 3-mal-1000-Meter-Staffel. Während seines DHfK-Studiums kam er als 19-Jähriger mit dem Skilanglauf in Berührung. Als Langstreckenläufer erreichte er Bestzeiten von 15:12 min beim 5000-Meter-Lauf und 31:50 min beim 10.000-Meter-Lauf. 1964 wechselte er zum Biathlon. Speer trainierte bei der SG Dynamo Zinnwald. Seine Trainer waren Max Braun und Siegfried Forker.
Er wurde als erster Deutscher bei den Weltmeisterschaften 1971 in Hämeenlinna Weltmeister im Biathlon, als er den damals überragenden Alexander Tichonow (Sowjetunion) über 20 Kilometer besiegte. Tichonow hatte großen Anteil an Speers Erfolg, da er diesem 1969 einen Hochschaft für sein Gewehr geschenkt hatte. Für seinen Sieg bei den Weltmeisterschaften wurde Speer mit dem Vaterländischen Verdienstorden in Bronze ausgezeichnet.
Drei Jahre später revanchierte sich Speer, als er bei den Olympischen Spielen 1972 in Sapporo Tichonow seinen Ski überließ, als dieser während des Staffelrennens als Startläufer stürzte und sich seinen linken Ski zerbrach. Speer bemerkte diesen Skibruch beim Warmmachen. Die sowjetische Staffel wurde in diesem Rennen Olympiasieger, die DDR-Staffel kam hingegen noch auf den Bronzeplatz. Das Fairplay-Komitee Pierre de Coubertin bei der UNESCO verlieh daraufhin 1973 dem Oberleutnant der Volkspolizei das Ehrendiplom.
Nach seiner aktiven Laufbahn engagierte er sich bei der SG Dynamo Zinnwald als Nachwuchstrainer. Nach der Wende war er Personen- und Objektschützer bei der Sächsischen Staatskanzlei.
Speer lebt heute in Wachau und genießt seinen Ruhestand. In seiner Freizeit bestritt er bereits über 20 Marathonläufe. In Black Hills/Süddakota lief er im Oktober 1999 2:50:40 h.

### Weitere Erfolge
- 1965: Platz 2 in der Staffel DDR-Meisterschaften
- 1967: Platz 3 bei der Internationalen Sportwoche in Grenoble
- 1968: DDR-Meister in der Staffel
- 1968: DDR-Meister im Einzelrennen
- 1968: Platz 18 bei den Olympischen Winterspielen
- 1968: Platz 6 in der Staffel bei den Olympischen Winterspielen
- 1969: DDR-Meister in der Staffel
- 1970: Platz 4 im Einzel Biathlon-Weltmeisterschaften 1970
- 1970: Platz 3 in der Staffel Biathlon-Weltmeisterschaften 1970
- 1970: DDR-Meister in der Staffel
- 1970: DDR-Meister im Einzelrennen
- 1971: Platz 1 bei den Biathlon-Weltmeisterschaften 1971
- 1971: Platz 3 in der Staffel der DDR-Meisterschaften
- 1972: Platz 1 im Einzel der DDR-Meisterschaften
- 1972: Platz 3 in der Staffel der DDR-Meisterschaften
- 1973: Platz 3 in der Staffel bei den Biathlon-Weltmeisterschaften 1973